# Napoleon (Indiana)
Napoleon város az USA Indiana államában, Ripley megyében. Lakosainak száma 236 fő (2020. április 1.).

## Népesség
A település népességének változása:

| 2010 | 234 |
| 2020 | 236 |